# 今井重孝
今井 重孝（いまい しげたか、1948年 - ）は、日本の教育学者。青山学院大学名誉教授。シュタイナー教育、ホリスティック教育などを専攻する
。

## 来歴
東京大学教育学部卒、同大学院博士課程中退、西ドイツ政府留学生としてボン大学に学ぶ。東京工芸大学講師、助教授、教授、1998年広島大学教育研究センター教授、2000年青山学院大学文学部教授、2009年教育人間科学部教授。
1990年「西ドイツギムナジウム上級階段に関する発展段階論的考察」で東大教育学博士。

## 著書
- 『中等教育改革研究 ドイツギムナジウム上級段階改革の事例』風間書房 1993
- 『"シュタイナー"『自由の哲学』入門』白樺図書編集 イザラ書房 2012

### 共編著
- 『いのちに根ざす日本のシュタイナー教育』吉田敦彦共編 せせらぎ出版 ホリスティック教育ライブラリー 2001
- 『未来を開く教育者たち シュタイナー・クリシュナムルティ・モンテッソーリ･･･』神尾学編著 岩間浩,金田卓也共著 コスモス・ライブラリー 2005
- 『学校に森をつくろう! 子どもと地域と地球をつなぐホリスティック教育』佐川通共編 せせらぎ出版 ホリスティック教育ライブラリー 2007
- 『システムとしての教育を探る 自己創出する人間と社会』石戸教嗣共編著 勁草書房 2011
- 『ホリスティックに生きる 目に見えるものと見えないもの』日本ホリスティック教育協会,金田卓也,金香百合共編 せせらぎ出版 ホリスティック教育ライブラリー 2011

### 翻訳
- ヨーゼフ・デルボラフ『教育学思考のパラダイム転換』小笠原道雄共訳 玉川大学出版部 1987
- ユルゲン・シュリーバー編著『比較教育学の理論と方法』馬越徹共監訳 東信堂 2000
- ジョン P.ミラー『魂にみちた教育 子どもと教師のスピリチュアリティを育む』中川吉晴監訳 吉田敦彦,金田卓也他共訳 晃洋書房 2010
- ルドルフ・シュタイナー『社会問題としての教育問題ー自由と平等の矛盾を友愛で解く社会・教育論』今井重孝訳 イザラ書房 2017

## 論文
- Cinii